# Diego Sigeo
Diego Sigeo o Sigée el Toledano (Francia - c. 1563 en Torres Novas) fue un humanista y educador español del siglo XVI, padre de las humanistas Luisa y Ángela Sigea, figura aún escasamente estudiada.

## Biografía
Era de origen francés, probablemente de Nîmes, Sygy o sus alrededores, pues su apellido es originario de allí; aunque debió llegar a Toledo muy joven, según la investigadora Odette Sauvage, ya que fue conocido por el apodo del Toledano, que fue compartido por su hija Luisa. Aprendió latín, griego y hebreo en la Universidad Complutense con los mejores maestros, entre los que cita a Antonio de Nebrija, Demetrio Dukas, Alonso de Zamora, Pablo Coronel y Diego López de Zúñiga). Casado con Francisca de Velasco, y originaria en Tarancón (entonces provincia de Toledo), tuvieron cuatro hijos. Se preocupó porque no solo sus dos hijos Diego y Antonio, sino sus dos hijas Ángela y Luisa recibieran una instrucción esmerada.
De escasa fortuna, entró al servicio del famoso comunero Juan de Padilla en Toledo para instruir a su mujer, la también famosa comunera María Pacheco. Tras la derrota de las Comunidades de Castilla en la batalla de Villalar y la ejecución de Juan de Padilla, Diego Sigeo acompañó a su viuda al exilio portugués en 1522 y de esta peregrinación dejó constancia escrita en su Relación sumaria del comienzo y suceso de las guerras civiles que llamaron las Comunidades de Castilla, de cuya causa se recogió la muy ilustre señora doña María Pacheco, que fue casada con Juan de Padilla, a Portugal, con quien yo, Diego de Sygy, vine. Mientras tanto su mujer, permaneció en su Tarancón, natal, y allí nació su hija Luisa Sigea en aquel mismo año, la última de sus bastagos. Perdonados los sirvientes de María Pacheco, pero no ella misma, Diego Sigeo decidió continuar a su servicio hasta la muerte de la culta comunera en 1531, a pesar de que su familia seguía en Tarancón. Hizo venir a su familia a Portugal entre 1536 y 1538.
En Portugal jugó Diego Sigeo un papel importante en el desarrollo del Humanismo luso. A comienzos de 1542, sus hijas Luisa y Ángela Sigea fueron meninas de la reina Catalina de Austria y más tarde de la infanta María, hija del rey Manuel y de la reina Leonor. Diego se carteó con otros humanistas, como Fernando Cardoso, Miguel de Cabedo y Jean Nicot, embajador francés en Lisboa.
Pasó después al servicio de los Duques de Braganza en su corte de Vila Viçosa como preceptor de sus hijos Teodosio, Jaime, Fulgencio y Teutonio, a quienes preparó para estudiar en la Universidad de Coímbra; en esa universidad estuvo ayudándoles al menos entre 1546 y 1547. Por otra parte, en la corte de Vila Viçosa estaban también destacados científicos y hombres de letras como Juan Fernandes, Fernando Cardoso, Domingo Peres, Antonio Maldonado Ortiveros etc. 
En 1549 Diego Sigeo fue llamado a Lisboa por el rey Juan III de Portugal para que fuera preceptor de la nobleza en la escuela regia del Paço de Ribeira y más tarde fue nombrado su secretario de cartas latinas y escribano de la Real Cámara. Unos años después Diego Sigeo abandonó Lisboa y se retiró a Torres Novas, donde falleció hacia 1563.
Entre sus obras, se han conservado solamente unas cartas, un De ratione acentuum, unas pequeñas notas gramaticales como apéndice a su gran edición del Misal y la citada Relación sumaria.

## Obras
- De ratione acentuum
- Relación sumaria del comienzo y suceso de las guerras civiles que llamaron las Comunidades de Castilla, de cuya causa se recogió la muy ilustre señora doña María Pacheco, que fue casada con Juan de Padilla, a Portugal, con quien yo, Diego de Sygy, vine
- Gramatica latina, Lisboa, 1560.
- Edición de un Misal, manuscrita.

- Datos: Q16556916